# Гречаный, Сергей Павлович
Сергей Павлович Гречаный (12 декабря 1949, Ворошиловград, СССР — 3 декабря 2000, Луганск) — советский и украинский художник-монументалист и станковист. Член Союза художников Украины.

## Биография
Родился 12 декабря 1949 года в Ворошиловграде (ныне Луганск) в семье военного офицера. Мать — школьный педагог. Брат — луганский врач-хирург Владимир Гречаный.
В 1964—1968 гг. учился в Луганском художественном училище. В 1976 г. получил диплом об окончании Харьковского художественно-промышленного института. Преподавателями по специальности были Адольф Константинопольський, Евгений Быков, Александр Хмельницький, Борис Косарев.
С 1977 года — художник ВХПК (Ворошиловградского художественно-производственного комбината).
В 1979—1985 гг. — преподаватель ВГХУ (Ворошиловградского государственного художественного училища).
С 1988 года — член Союза художников Украины.
С 1978 года участвовал в различных выставках: областных, всеукраинских, всесоюзных.

## Монументальная живопись
Содержание монументальных работ мастера связано с урбанистической темой. Их образное решение философично, пронизано верой в духовные и нравственные силы человека, его способность изменять мир к лучшему. Форма произведений характеризуется ритмической выразительностью и совершенной композицией.
- цикл росписей в Луганской областной научной библиотеке им. М. Горького:

— «Литература. История. Наука» (1983 г.);
— «Человек-творец» (1985 г.);
— «Энергия» (1987 г.);
- роспись «Джерело» в Луганской школе профсоюзов (1986 г.);
- роспись «Познание» в Луганском аграрном университете (1988 г.);
- цикл витражей «Познание» (1989 г.);
- монументальные работы в кинотеатре «Октябрь».

## Станковая живопись
В станковой живописи следовал традициям классиков и реалистической школы.
- цикл «Новые дома» (1978—1987 гг.);
- «На высоте» (1979 г.);
- «Начало» (1986 г.);
- «Двое» (1987 г.);
- «Молодость» (1988 г.).